# Mizuno Corporation
Mizuno Corporation (ミズノ株式会社) é uma empresa japonesa de equipamentos esportivos, situada em Osaka. Foi criada em 1906 por Rihachi Mizuno.
No Brasil, a fabricação e representação dos produtos da marca era concedida à São Paulo Alpargatas S/A, desde 1995. Em 2020, a Vulcabras adquiriu a unidade de negócio da Alpargatas responsável pela marca Mizuno no Brasil.
A Mizuno é patrocinadora oficial da Confederação Brasileira de Judô (CBJ).

## Fornecimento e patrocínio

### Futebol

#### Clubes
Alemanha
- Augsburg
- Bochum
- Hansa Rostock

Coreia do Sul
- Chungnam Asan FC
- Jeonnam Dragons

França
- Monaco

Itália
- Cesena
- Lazio

Japão
- Cerezo Osaka
- Ehime FC
- Nagoya Grampus
- Tokushima Vortis
- Ventforet Kofu

Portugal
- Portimonense

### Vôlei

#### Seleções
- Canadá
- Egito
- Estados Unidos
- México
- República Dominicana

### Rugby

#### Seleções
- World XV